# Ибакаче, Алекс
А́лекс Мати́ас Ибака́че Мо́ра (исп. Alex Matías Ibacache Mora; род. 11 января 1999, Кильота, Вальпараисо) — чилийский футболист, защитник аргентинского клуба «Бельграно».

## Клубная карьера
Ибакаче — воспитанник клуба «Эвертон» из Винья-дель-Мар. 7 апреля 2018 года в матче против «Унион Ла-Калера» он дебютировал в чилийской Примере.

## Международная карьера
В 2019 году Ибакаче в составе молодёжной сборной Чили принял участие в домашнем молодёжном чемпионате Южной Америки. На турнире он сыграл в матчах против команд Боливии, Бразилии и Колумбии.